# Bastien Vivès
Bastien Vivès   (París, 11 de febrer de 1984) és un comicaire francès.

## Biografia

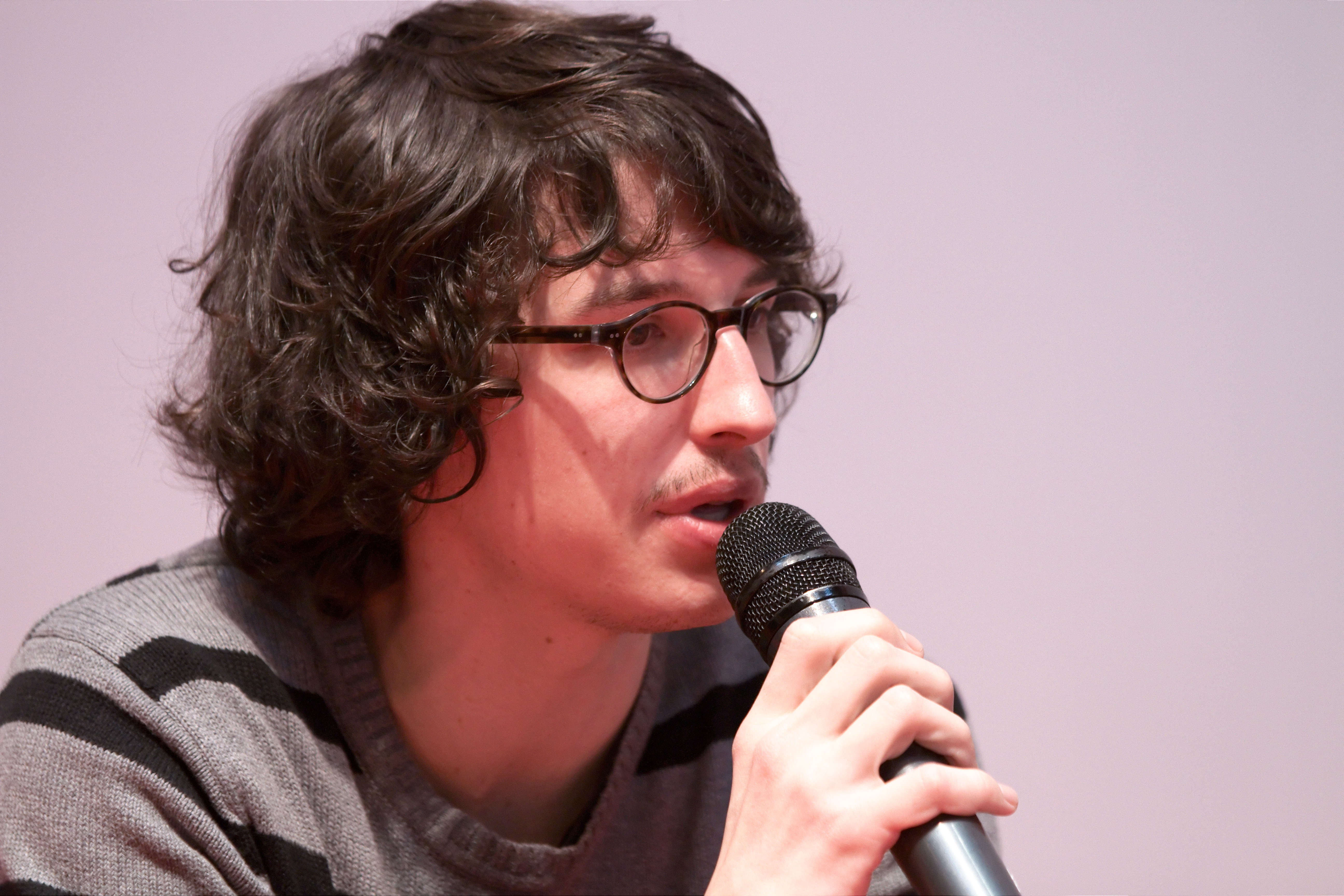
Durant el Saló del Llibre de París el març de 2010.

Va prosseguir els seus estudis a l'Escola Tècnica de Disseny, després de tres anys a l'Escola Superior d'Arts Gràfiques a París i finalment a Gobelin, també a París, on va estudiar cinema d'animació.
Amb vint-i-cinc anys, el gener de 2009, va ser reconegut amb el premi Essentiel Revelation del Festival d'Angulema pel seu àlbum El gust del clor Le goût de chlore.
Des de l'1 de març de 2010, participa en la sèrie ara Les Autres Gens escrita per Thomas Cadène.

## Obra
| Títol                               | Data    | Autoria                                           | Publicació                         | Notes                                                            |
| ----------------------------------- | ------- | ------------------------------------------------- | ---------------------------------- | ---------------------------------------------------------------- |
| Poungi la racaille                  | 2006    |                                                   | Éditions Danger Public             | Sota el pseudònim Bastien Chanmax                                |
| Elle(s)                             | 2007    |                                                   | Éditions KSTЯ                      |                                                                  |
| Hollywood Jan                       | 2008    | Michaël Sanlaville                                | Éditions KSTЯ                      |                                                                  |
| Le goût du chlore                   | 2008    |                                                   | Éditions KSTЯ                      | Selecció oficial del Festival d'Angulema 2009                    |
| La boucherie                        | 2008    |                                                   | Éditions Warum                     |                                                                  |
| Dans mes yeux                       | 2009    |                                                   | Éditions KSTЯ                      |                                                                  |
| Juju Mimi Féfé Chacha               | 2009    | Alexis de Raphelis                                | Éditions Ankama                    |                                                                  |
| Pour l'empire - Tome 1 : L'honneur  | 2010    | Merwan Chabane (guiço) Sandra Desmazières (color) | Col·lecció Poisson Pilote, Dargaud |                                                                  |
| Tranches Napolitaines               | 2010    | Amb Anne Simon, Alfred i Mathieu Sapin            | Dargaud                            |                                                                  |
| Pour l'empire - Tome 2 : Les femmes | 2010    | Merwan Chabane (guió) Sandra Desmazières (color)  | Col·lecció Poisson Pilote, Dargaud |                                                                  |
| Polina                              | 2011    |                                                   | Éditions KSTЯ                      | Premi de librería de cómic                                       |
| Pour l'empire - Tome 3 : La fortune | 2011    | Merwan Chabane (guió) Sandra Desmazières (color)  | Col·lecció Poisson Pilote, Dargaud |                                                                  |
| Les Autres Gens - Tome 1            | 04/2011 | Col·lectiu                                        | Dupuis                             |                                                                  |
| La Famille                          |         |                                                   |                                    |                                                                  |
| L'Amour                             |         |                                                   |                                    |                                                                  |
| Une soeur                           | 2017    |                                                   | Casterman                          |                                                                  |
| Le chemisier                        | 2018    |                                                   | Casterman                          |                                                                  |
| Petit Paul                          | 2018    |                                                   | Glenat                             | Retirat de les llibreries per acusacions de pornografia infantil |
| Corto Maltese: Ocean Noir           | 2021    | Martin Quenehen (guió)                            | Casterman                          |                                                                  |